# Chiesa dei Santi Pietro e Paolo d'Agrò
La chiesa dei Santi Pietro e Paolo d'Agrò è un'antica chiesa cristiana della Sicilia, situata presso la frazione San Pietro del comune di Casalvecchio Siculo.

## Storia
La chiesa fu costruita nel 1117 dai Normanni. Tale data è certa in quanto è stata dedotta da un “Atto di Donazione” di Ruggero II, datato 1116 scritto in lingua greca, conservato nel Codice Vaticano 8201, e tradotto in latino da Costantino Lascaris nel 1478. Da tale Atto di donazione si deduce che il Re di Sicilia Ruggero II in viaggio da Messina a Palermo fa una sosta in scala S. Alexii e cioè al castello di Sant'Alessio Siculo. In tale circostanza viene avvicinato dal monaco basiliano Gerasimo, il quale chiede al sovrano la facoltà e le risorse per riedificare (erigendi et readificandi) il monastero sito in fluvio Agrilea. La richiesta venne prontamente accolta e il monaco Gerasimo di San Pietro e Paolo si adoperò immediatamente a far erigere il tempio. Dalle analisi condotte sull'edificio e sul testo del diploma dall'archeologo Antonino Salinas e dall'architetto Giuseppe Patricolo, poi confermate dal Valenti, si può desumere che la struttura originaria potesse essere datata VI-VII secolo, coeva quindi ad altri edifici presenti in Sicilia e Calabria, e distrutta nella successiva invasione islamica. Non è certa la posizione originaria rispetto alla riedificazione del 1117.
Dal diploma di donazione si evince inoltre che il monastero fu dotato di alcuni redditi fissi: estesi campi di querce, di pascoli, alberi da frutto. Gli fu addirittura concessa la completa proprietà di un intero villaggio il Vicum Agrillae (l'attuale Forza d'Agrò) con assoluto potere da parte dei monaci su ogni oggetto o abitante di tale villaggio. In particolare era obbligo agli abitanti di detto villaggio di portare «due galline al monastero nelle feste di Natale e di Pasqua nonché la decima sulle capre e sui porci». Si disponeva che il monastero fosse fornito ogni anno di otto barili di tonnina della tonnara di Oliveri e che ogni merce diretta al monastero fosse libera da ogni gravame di tasse.

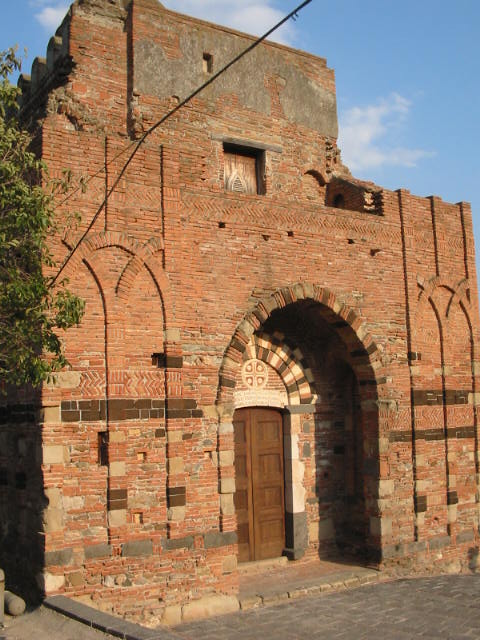
Prospetto principale

Era inoltre concesso all'Abate del Monastero il diritto del foro e cioè quello «di giudicare e di condannare, e la potestà sopra di quelli che, colti in delitti, potevano essere legati e flagellati e rimanere con i ceppi ai piedi, riservando la pena per l'omicidio alla Curia Regale». Per tali pene l'Abbazia pagava la locazione del carcere sito in Casalvecchio (“carcerem in Casali Veteri”) Con tali poteri si equiparava quindi la figura dell'Abate del Monastero dei SS. Pietro e Paolo a quello di un barone siciliano del tempo.

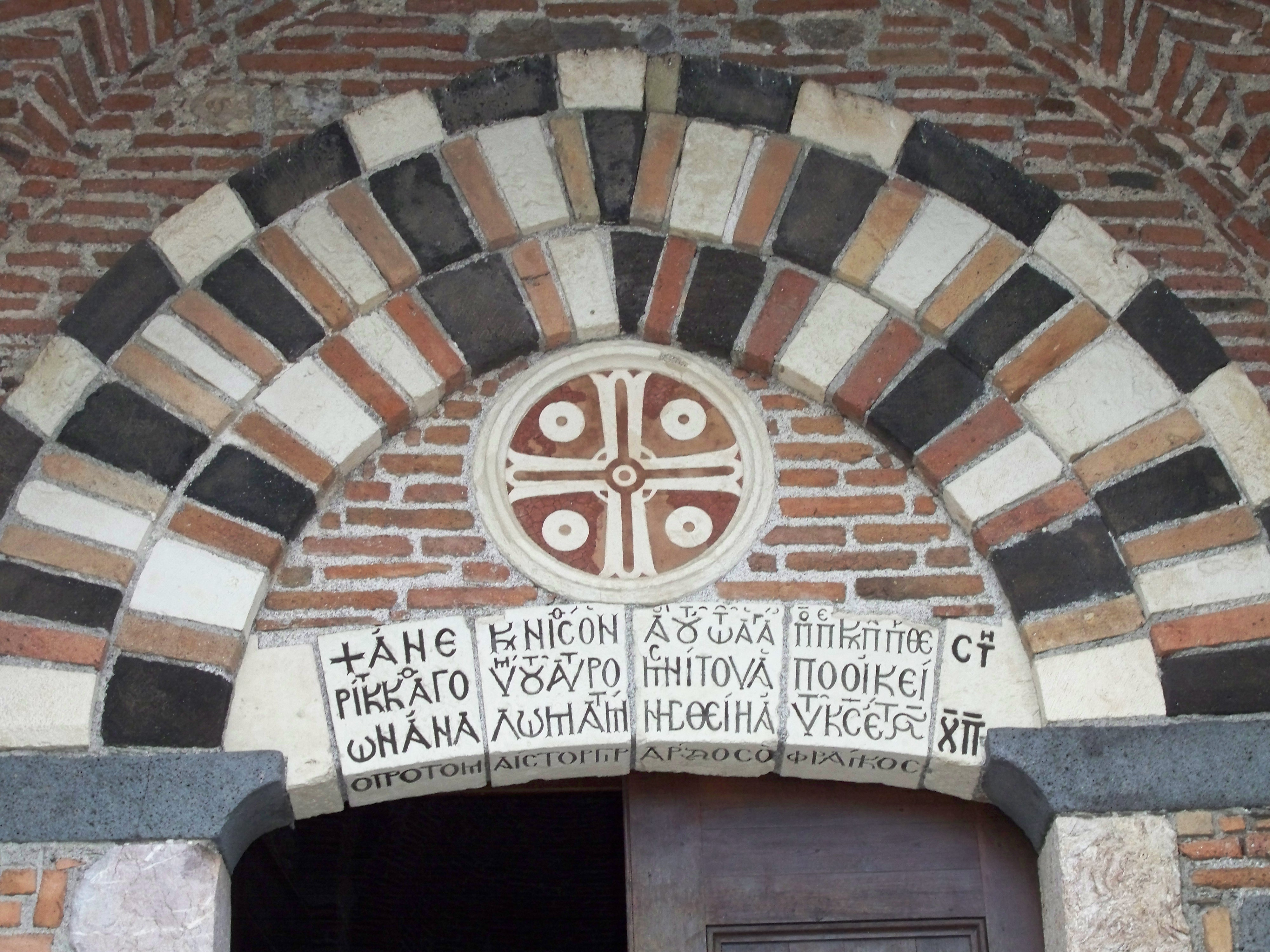
Architrave principale

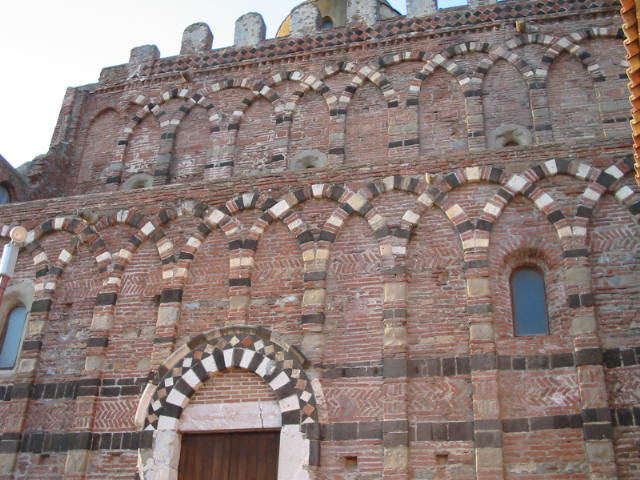
Prospetto laterale

La chiesa molto probabilmente subì dei gravi danni nel 1169 a causa del fortissimo terremoto che quell'anno squassò tutta la Sicilia orientale. Fu quindi ristrutturata e rinnovata nel 1172 dal capomastro Gherardo il Franco come si può dedurre dall'iscrizione in greco antico posta sull'architrave della porta d'ingresso:

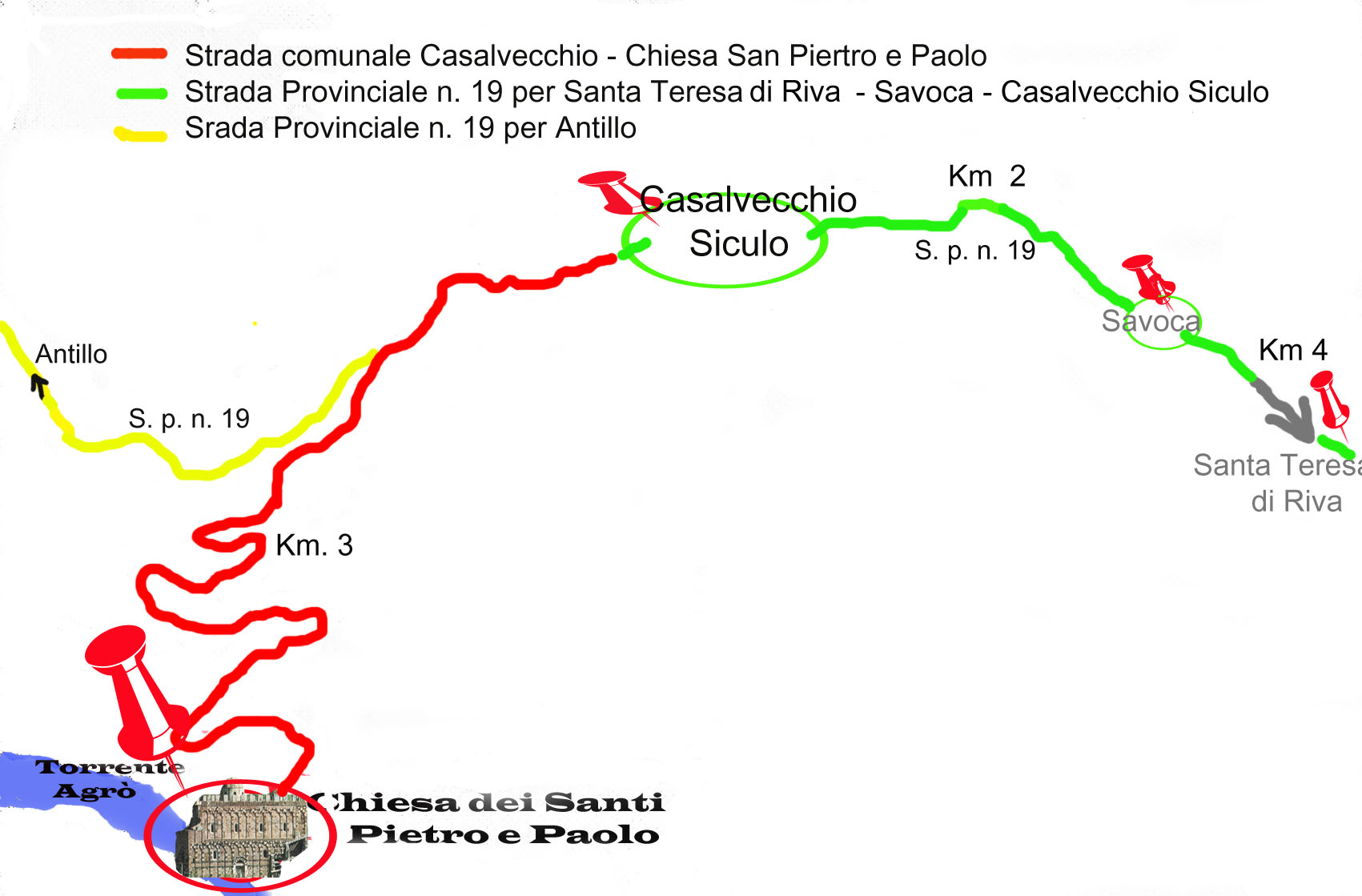
Come raggiungere la Chiesa

L'anno 6680 corrisponde nella cronologia greco-bizantina appunto al 1172 in quanto gli anni si computavano dall'origine del mondo che, per i greco-bizantini, risaliva a 5508 anni prima della venuta di Cristo.
Da quel restauro la chiesa non subì altre modifiche ed è giunta a noi praticamente intatta, al contrario del circostante Monastero di cui rimangono solo pochi resti e qualche edificio recentemente oggetto di un lavoro di restauro
Oltre ai due Abati su citati Gerasimo e Teostericto, si conoscono i nomi di altri 26 Abati che si sono succeduti nel corso dei secoli, fra i quali l'Abate Fra Simone Blundo, palermitano e soprattutto il successore l'Abate Bessarione, greco, nel 1449 che ha diritto di voto nel Parlamento siciliano e che fu nominato Cardinale da Nicolò V. L'ultimo Abate Nicolò Judice, fu nominato Cardinale da Benedetto XIII l'11 giugno 1725). Il Monastero della vallata d'Agrò fu un centro notevole di vita spirituale, sociale ed economica. 

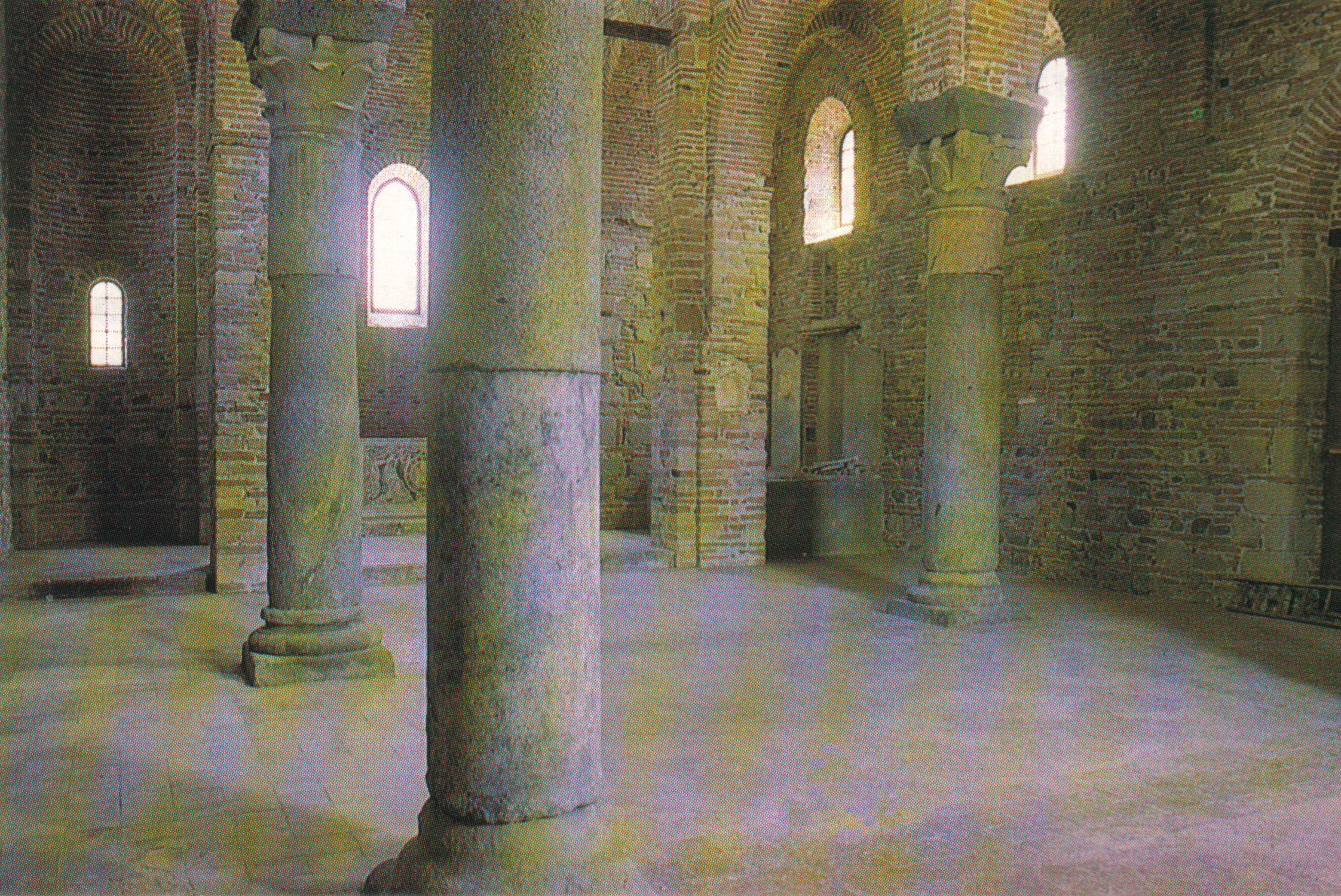
Interno

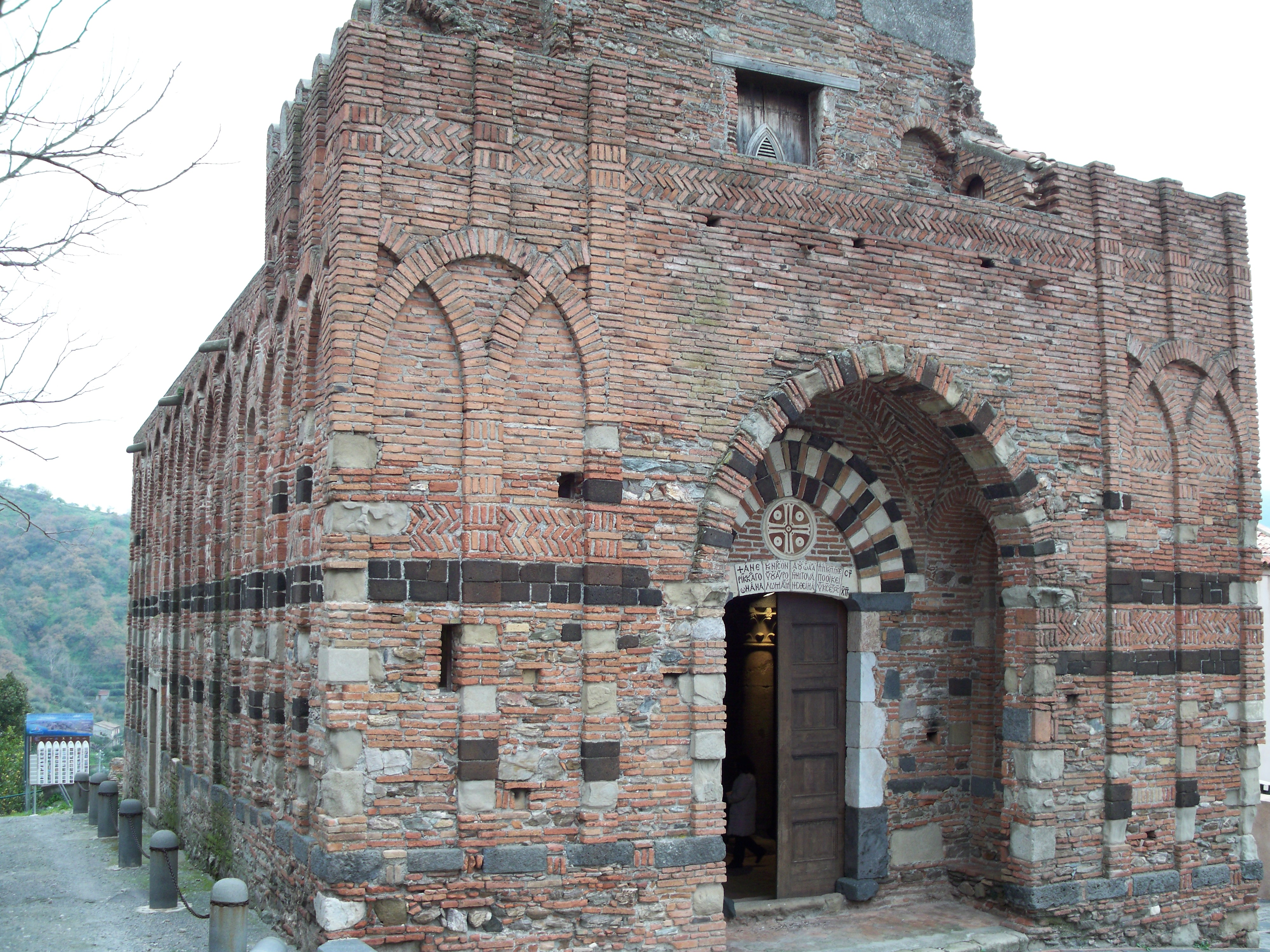
Prospetto della chiesa dei SS. Pietro e Paolo

L'ampio territorio che controllava era molto ricco di varie colture e allevamenti ed era dotato di vari mulini per la produzione di farine e derivati. Abbondava la produzione di vino e olio d'oliva. Di tali ricchezze prodotte dal Monastero ne beneficiava anche il paese di Casalvecchio Siculo (“Casale Vetus”) che viveva gravitando intorno alle attività del monastero stesso. Nel corso dei vari secoli il Monastero dei SS. Pietro e Paolo d'Agrò e la chiesa di S. Onofrio di Casalvecchio svolsero il ministero pastorale in unità d'intenti con la “Gran Corte Archimandritale di Messina” la quale concedeva all'Abate del «venerabile Monastero dell'Abatia dei SS. Pietro e Paolo d'Agrò, su richiesta della Matrice dell'Università di Casalvecchio sotto il titolo di S. Onofrio, di poter condurre processionalmente la Reliquia di detto S. Onofrio…in una delle due processioni…» (Liber actorum, 1705, Archivio della “Gran Corte Archimandritale di Messina”). Dai registri del 1328 si apprende della presenza di sette monaci e di dieci nel 1336.
Dopo secoli di permanenza nel monastero i frati furono costretti a richiedere il trasferimento ad altra sede. Infatti in quel luogo l'aria era diventata insalubre e quasi irrespirabile a causa dell'acqua imputridita dell'Agrò proveniente dalle coltivazioni di lino che lungo in fiume era massicciamente ed intensamente coltivato. La richiesta di trasferimento fu accolta dall'Archimandrita di Messina e dal re Ferdinando III e la sede Abbaziale del Monastero dei SS. Pietro e Paolo fu trasferita a Messina nel 1794.
In seguito la chiesa venne praticamente abbandonata e per molti anni servì addirittura da deposito per attrezzature contadine. Nel 1885 la chiesa fu osservata e studiata dall’archeologo Antonino Salinas e dall’arch. Giuseppe Patricolo e nel 1888 la chiesa fu espropriata ai privati nelle cui mani era finita a metà secolo. Fu soggetta a varie campagne di restauro conservativo in particolare condotte dall’arch. G. Patricolo fino al 1904 con un progetto di isolamento dagli edifici addossati e un primo consolidamento; dall’ing/arch. Francesco Valenti del 1914 con un progetto di consolidamento, dopo i danni subiti dal terremoto del 1908, e la liberazione dalle superfetazioni barocche; dall'arch. Pietro Lojacono nel 1960 che proseguì gli interventi programmati dal Valenti.
È stata oggetto di studio da parte di vari critici e storici dell'arte fra i quali Stefano Bottari, Pietro Lojacono, E.H. Freshfield, Antonio Salinas, Ernesto Basile, Enrico Calandra. 

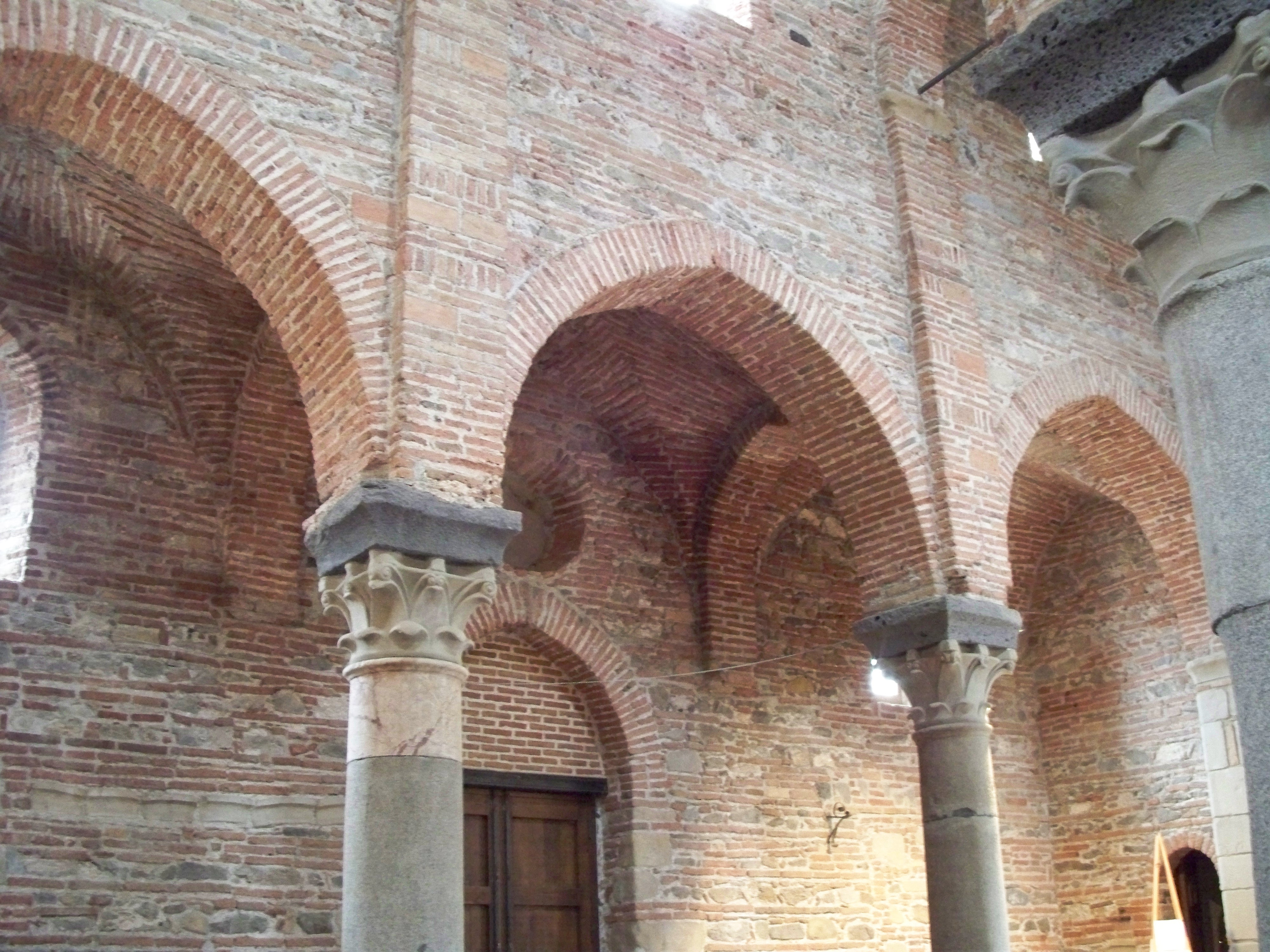
Interni

## Descrizione

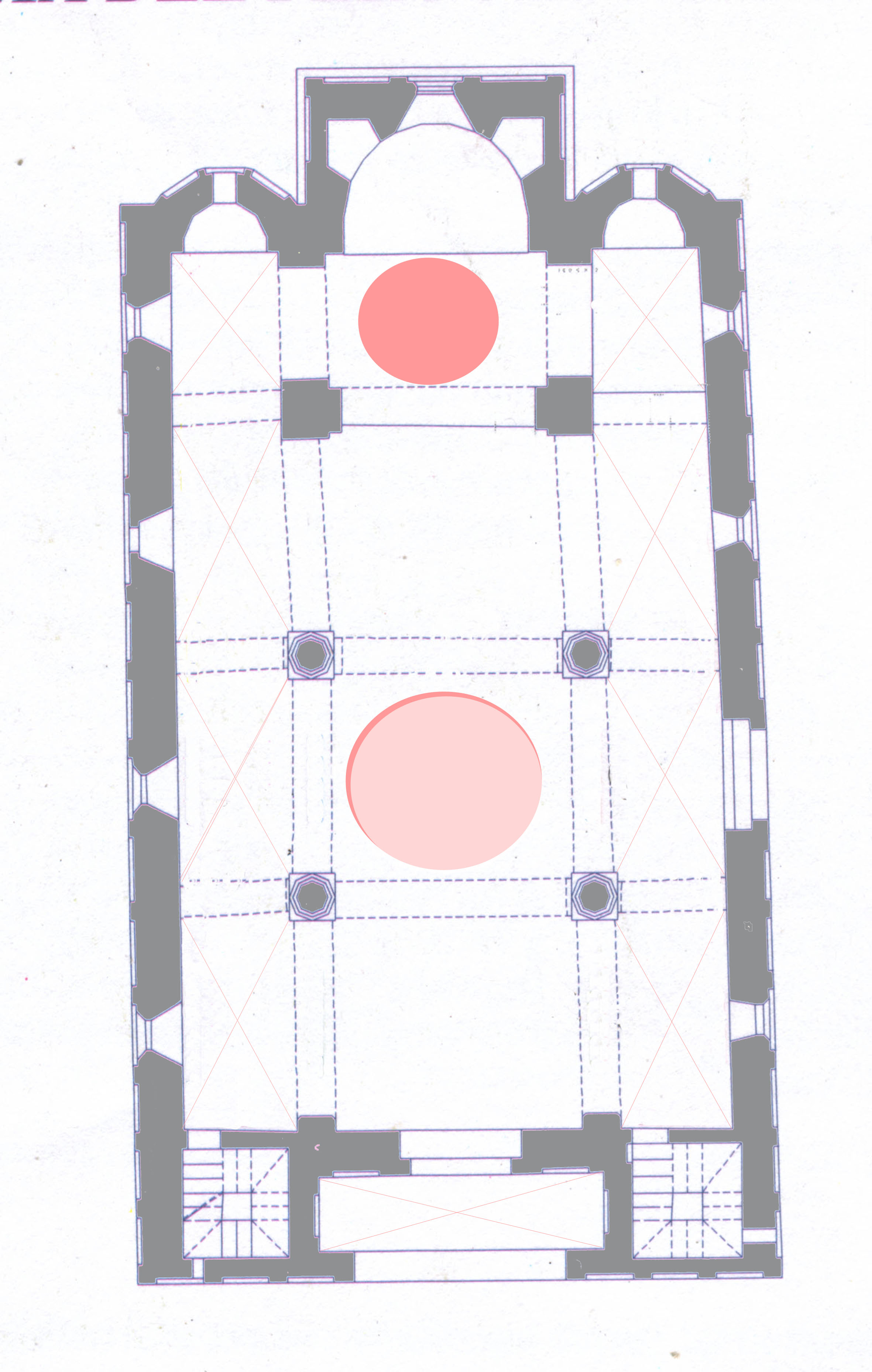
Pianta

Ha l'aspetto di una chiesa fortificata con il classico orientamento della parte absidale ad est. Il suo aspetto ed il coronamento merlato indicano una funzione di fortezza che in realtà non ha mai avuto nei vari secoli con caratteristiche molto simili a quelle che si possono riscontrare nelle grandi cattedrali coeve di Cefalù e Monreale.
Lo stile architettonico può certamente definirsi come siculo-normanno, nato nel contesto di una nascente scuola artistica territoriale siciliana, innestando nell'arte normanna elementi di origine bizantina e musulmana.
Elementi bizantini
- l'uso di alti pulvini poggianti su abachi a libro chiuso;
- La planimetria: le cui tre navate tipicamente normanne sono, a loro volta, composte da tre moduli centrici, bizantino basiliani, allineati lungo l'asse longitudinale della navata centrale, composti da sostegni tetrastili su quali poggiano altrettanti archi ogivali, raccordati alle pareti con nicchie ad archetti strombati in modo da formare l'ottagono strutturale che regge il tamburo e la cupola.
- la croce di tipo bizantino incisa nella lunetta sulla porta d'ingresso.

Elementi arabi
- cupole polilobate.

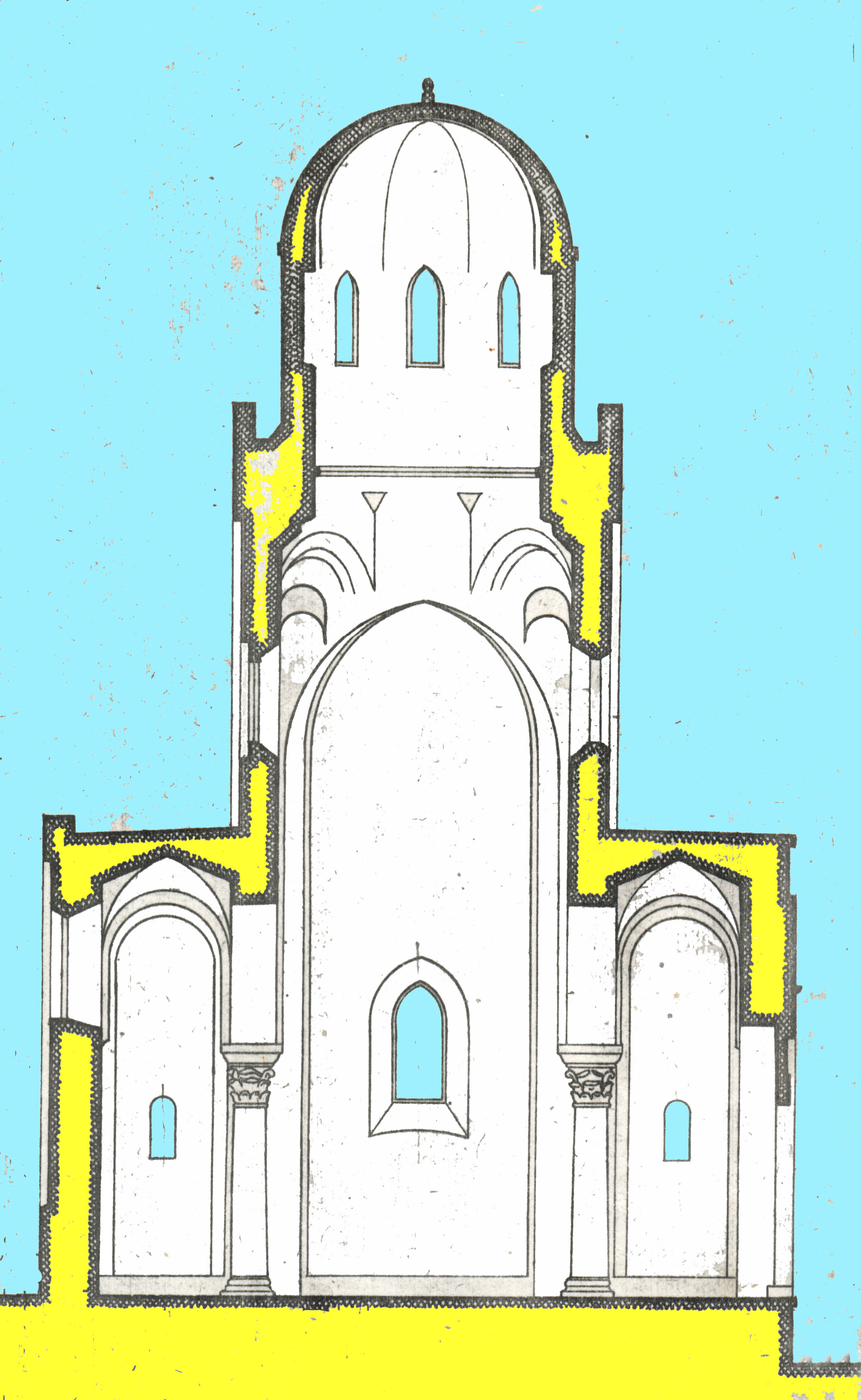
Sezione trasversale

- nicchie strombate a muqarnas in corrispondenza della cupola con le pareti murarie interne.

Stile normanno
- la planimetria a tre navate con l'ingresso fiancheggiato da due torri scalari molto simile alle grandi cattedrali normanne di Cefalù e Monreale;
- il portico posto fra le due torri dell'ingresso, con ghiera tricroma, costruita da conci bianchi e neri alternati con laterizi, abbastanza simile ad altre chiese normanne, come Saint Cenéri e la cripta di Saint-Jean d’Abbetot
- Struttura delle facciate in mattoni tessuti con opus spicatum. Alcuni esempi di queste stereotomie si possono osservare in Normandia: nelle chiese di Semilly, Cerisy-la-Fôret, Notre Dame d’Esqay, Abbaye de la Lucerne, Saint-Wandrille, Deux-Jumeaux (Canton d’Isigny-sur-Mer, Calvados), Chiesa di Saint-Martin de Vertou.
- Merlature pseudo difensive di stile siculo normanno con dentellatura arrotondata.
- Firma del maestro architetto autore dell'opera incisa sul portale d'ingresso: Gherardo il Franco (nome con il quale erano appellati i Normanni)
- capitelli delle colonne.
- le archeggiature con archi ogivali semplici, (non a ferro di cavallo od oltrepassati)
- la particolare policromia dei materiali lapidei;
- verticalismo dell'intera struttura architettonica.

Indubbiamente l'aspetto che colpisce di più a una prima osservazione è la spettacolare policromia delle facciate resa possibile dal sapiente alternarsi di mattoni in cotto, pietre laviche (di provenienza etnea), pietra serena locale. Lo stesso prof. Stefano Bottari così la descrive: «La bizzarra policromia, ottenuta per mezzo del mattone, della lava e della pietra bianca, adoperati per la costruzione ed intrecciati armoniosamente, acquista allo snello edificio una fisionomia veramente suggestiva e pittoresca…». Gli archi intrecciati sono di origine musulmana, e precocemente acquisiti nell'architettura normanna; gli archi intrecciati presenti in questa chiesa sono una rielaborazione dei Normanni, utilizzati soprattutto in Inghilterra e Sicilia.
L'interno è caratterizzato da una assoluta austerità. Non è presente alcuna decorazione o affresco e i muri sono completamente spogli: si può ammirare solamente il gioco dei mattoni e delle pietre di costruzione. Non sappiamo se in origine fossero presenti decorazioni o altro però è difficile pensare che nel corso dei secoli non fossero stati presenti degli affreschi.

## Galleria d'immagini

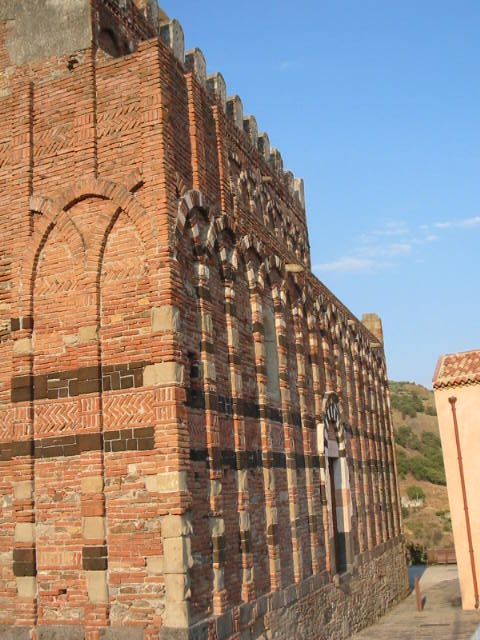
Particolare
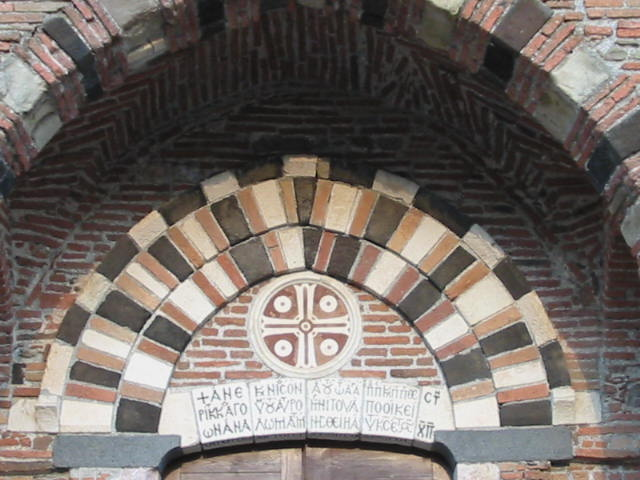
Particolare dell'architrave
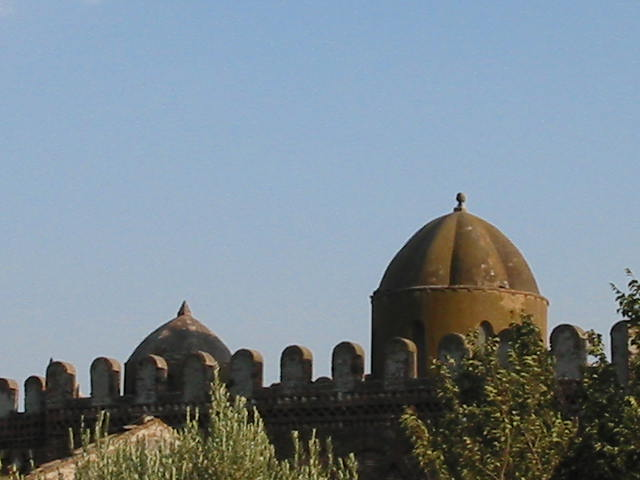
Vista delle due cupole
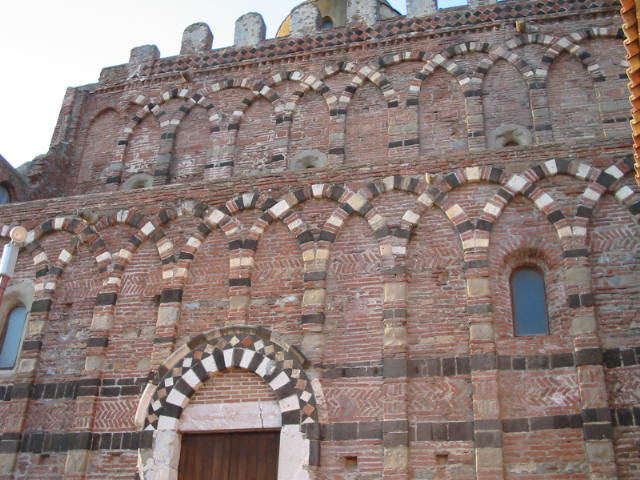
Chiesa dei santissimi Pietro e Paolo: Particolare del prospetto laterale
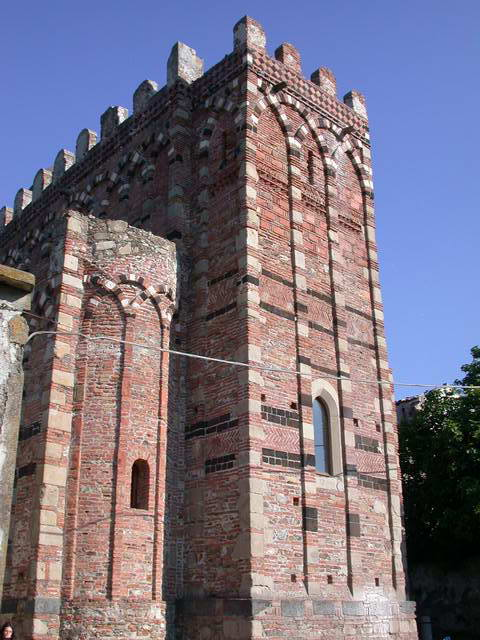
Abside della chiesa dei SS. Pietro e Paolo
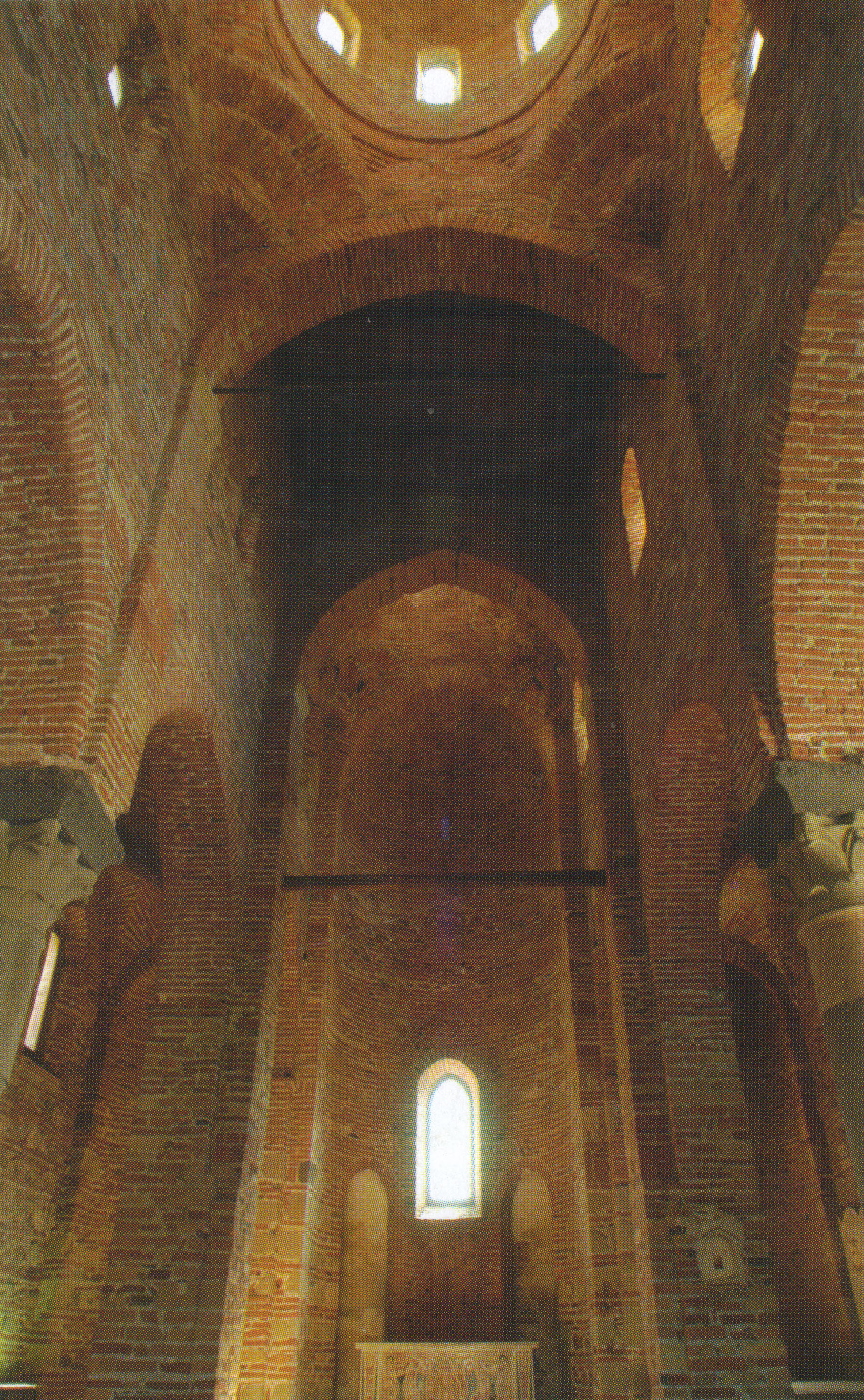
Interno
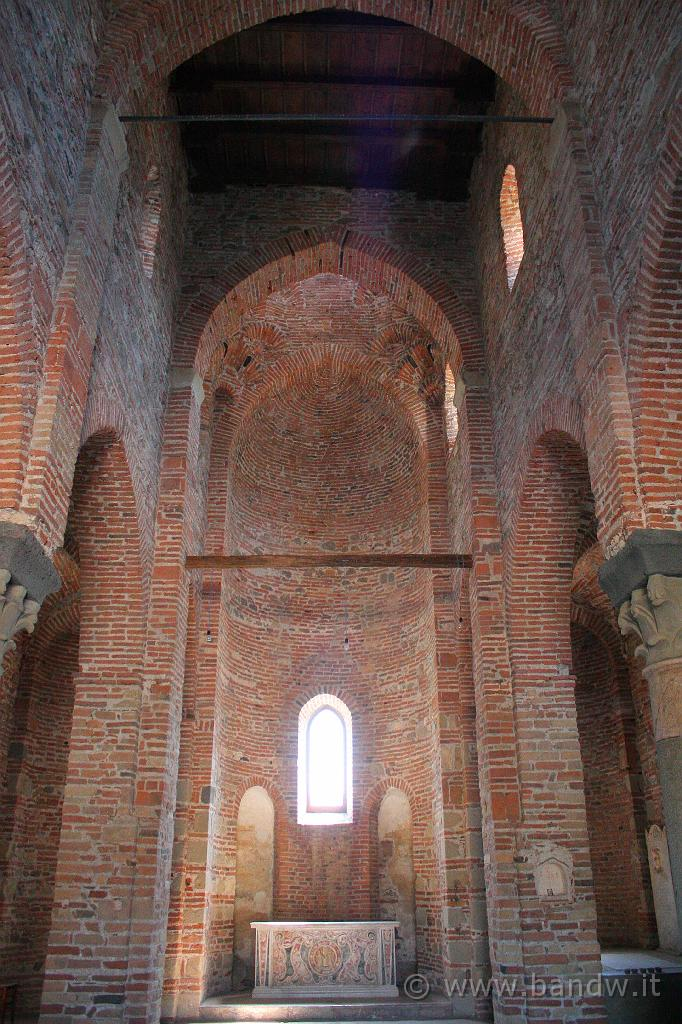
Interni della chiesa dei Santi Pietro e Paolo
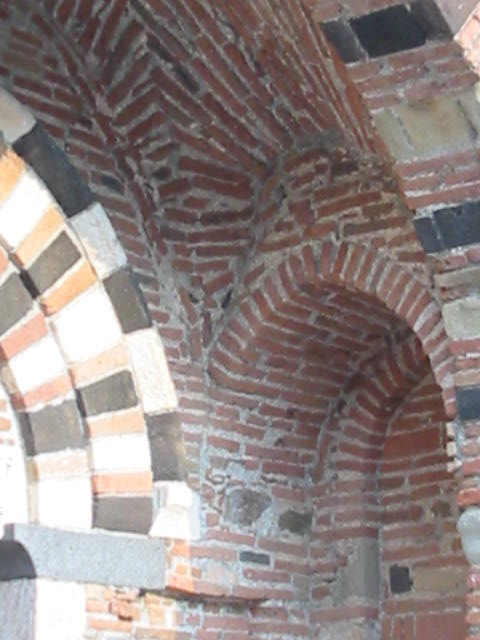
Particolare costruttivo
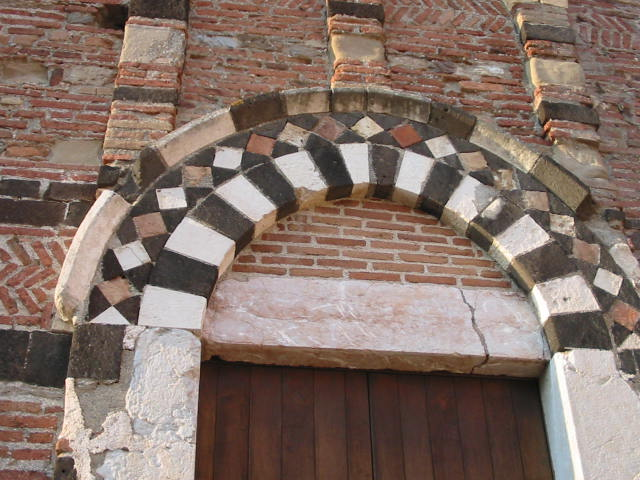
Particolare del portale sud